# Kitsault
Kitsault est une petite cité minière abandonnée située sur la côte nord de la Colombie-Britannique, au Canada, à l'embouchure de la rivière Kitsault.

## Géographie
Kitsault est situé à environ 800 kilomètres (500 miles) au nord-ouest de Vancouver.

## Historique
La ville est fondée autour de la mine au début des années 1980 par la société américaine Phelps Dodge, mais celle-ci est obligée de fermer le site deux ans plus tard quand s'effondrent les prix du molybdène, un minerai utilisé pour faire de l'acier.
Cette ville fantôme, qui a 2,5 km de front de mer, compte 90 maisons et sept immeubles.
Il y a également une piscine, une bibliothèque et un gymnase, un centre commercial, un bureau de poste et un petit hôpital.

## Vente
En 2004, la ville est mise en vente 5,4 millions de dollars américains par la société Climax Canada qui en était propriétaire. Elle est achetée par l'homme d'affaires Doug Struck, qui la revend à Krishnan Suthanthiran en 2005.
Kitsault est la troisième ville fantôme de Colombie-Britannique à être mise en vente au cours de ces dernières années. En 2000, les villes de Tumbler Ridge et de Gold River ont été vendues maison par maison.